# 金珠賢
金珠賢（韓語：김주현，1987年3月10日—），韓國女演員，曾以韓珠賢藝名活動過。

## 演出作品

### 電視劇
- 2012年：KBS《愛情啊愛情啊》飾演 沈妍紅
- 2013年：MBC《Drama Festival－混蛋逃出記》飾演 芙蓉
- 2014年：SBS《現代農夫》飾演 宋華蘭
- 2017年：SBS《姐姐風采依舊》飾演 姜夏莉
- 2018年：MBC《富家公子》飾演 金英荷
- 2020年：SBS《飛吧開天龍》飾演 李宥京

### 電影
- 2007年：《奇談》
- 2008年：《她真漂亮》
- 2016年：《潘朵拉》

## 外部連結
- 金珠賢在NAVER上的资料
- 金珠賢在韩国电影数据库（KMDb）上的資料（韓語）
- 金珠賢在互联网电影资料库（IMDb）上的資料（英文）
- 金珠賢在HanCinema的頁面（英文）